# Tropidosteptes torosus
Tropidosteptes torosus är en insektsart som beskrevs av Bliven 1973. Tropidosteptes torosus ingår i släktet Tropidosteptes och familjen ängsskinnbaggar. Inga underarter finns listade i Catalogue of Life.